# Le Poët-Laval
Le Poët-Laval település Franciaországban, Drôme megyében. Lakosainak száma 958 fő (2022. január 1.). Le Poët-Laval Aleyrac, La Bégude-de-Mazenc, Dieulefit, Eyzahut, Rochebaudin, Roche-Saint-Secret-Béconne, Souspierre és Taulignan községekkel határos.

## Népesség
A település népességének változása:
| Lakosok száma | 505  | 538  | 652  | 875  | 927  | 914  | 933  | 968  | 966  | 958  |
|               | 1968 | 1982 | 1990 | 2006 | 2013 | 2015 | 2017 | 2019 | 2020 | 2022 |